# Janez Stušek
Janez Stušek, slovenski pravnik, varstvoslovec, * 23. januar 1978, Celje.

## Življenjepis
Diplomiral je na Fakulteti za varnostne vede (FVV) in kasneje še na mariborski Pravni fakulteti. Do nastopa funkcije direktorja Sove je vodil svojo odvetniško pisarno v Celju. Specializiran je za pravo informacijskih tehnologij in medijsko pravo. Svojo službeno pot začel v vojaški policiji. 

### Kariera
Vlada Republike Slovenije ga je z 14. aprilom 2020 imenovala za direktorja Slovenske obveščevalno-varnostne agencije. Funkcijo direktorja SOVE je opravljal do 01. junija 2022.